# DRYOS
DRYOS är ett operativsystem som används i Canon-kameror sedan slutet av 2007. DRYOS är skrivet för processorerna Digic II och III som är en variant av processorarkitekturen ARM. Kameror som använder detta operativsystem går att modifiera själv med hjälp av Canon Hacker Development Kit.